# Кейта, Мадейра
Мамаду Мадейра Кейта (фр. Mamadou Madeira Keita, 11 января 1917, Курунинкото, Кати, Французский Судан — 21 декабря 1997, Мали) — политический деятель Гвинеи, генеральный секретарь Демократической партии Гвинеи в 1947 — 1952 годах, а также политический и государственный деятель Мали, министр внутренних дел Мали в 1959 — 1962 годах.

## Биография
Мадейра Кейта родился 11 января 1917 года в Курунинкото (фр. Kourouninkoto) близ Кита (Французский Судан). В 1931 году окончил региональную начальную школу в Кита, затем вышеначальную школу «Terrasson de Fougères» (ныне лицей «Askia Mohamed») в Бамако, а в 1935 году поступил в колледж «Уильям Понти» в Дакаре, где получил профессию учителя.

### Политическая карьера в колониях Франции
Мадейра Кейта начал карьеру архивариусом-библиотекарем, в декабре 1937 — июне 1938 года работал в аппарате правительства Французской Западной Африки в Дакаре, а затем, в июне — октябре 1938 года, в аппарате правительства колонии Французская Гвинея в Конакри. Осенью 1938 года, как достигший совершеннолетия, Мамаду Кейта был призван в армию Франции и определён в Полк сенегальских стрелков (фр. Régiment des Tirailleurs Sénégalais (RTS)). Получил звание старшего сержанта и патент командира пехотного взвода. В 1940 году, после поражения Франции был демобилизован и в ноябре того же года вернулся на службу в колониальную администрацию, заняв должность чиновника в Далабе (Гвинея). В апреле-сентябре 1942 года Мадейра Кейта работал архивариусом при правительстве колонии в Конакри, затем, до декабря 1943 года занимал должность библиотекаря-архивариуса в гвинейском городе Курусса. При этом июне 1942 года он принял участие в конкурсе по вопросам общественных работ и горнодобывающей промышленности Французского института Чёрной Африки (ИФАН) и стал региональным директором по гуманитарным исследованиям (истории, социологии и этнографии). В 1944 году Мадейра Кейта основал и возглавил гвинейский центр ИФАН. В том же году он стал участником одной из групп по изучению проблем коммунизма, созданный Французской коммунистической партией. В 1946 году вместе с Ф. Мамаду Туре основал Прогрессивную партию Гвинеи. Один из основателей Африканского демократического объединения (АДО) и глава Гвинейской секции АДО. В 1947 году Кейта стал одним из основателей и генеральным секретарем Демократической партии Гвинеи. В этот период опубликовал ряд работ по вопросам африканского единства и считался одним из идеологов панафриканизма. В 1952 году оставил этот пост под давлением колониальной администрации и ДПГ перешла под контроль гвинейских профсоюзных активистов во главе с Ахмедом Секу Туре. Утверждали, что Мадейра Кейта за свою политическую деятельность был арестован и выслан из Гвинеи, однако по официальной версии в ноябре 1952 года он, как лояльный сотрудник, был переведён из Гвинеи директором службы ИФАН в Дагомею.

### Карьера в Мали. Министр внутренних дел
В июле 1955 года Мадейра Кейта покинул Дагомею и в 1956 году продолжил службу во Французском Судане, заняв пост директора департамента ИФАН. Там он вступил в партию Суданский союз — Африканское демократическое объединение, возглавлявшуюся Модибо Кейтой и был избран членом Национального политбюро партии. В связи с ростом политической карьеры Мадейра Кейта ушёл с поста директора департамента, стал сотрудником на временной основе, а 21 мая 1957 года окончательно ушёл со службы. Он был назначен министром обороны Французского Судана, а в ноябре 1958 года был назначен Министром внутренних дел и информации в правительстве Суданской республики. В этом качестве некоторое время исполнял обязанности председателя Временного правительства автономии. Мадейра Кейта как министр внутренних дел проводил децентрализацию и реформу административно-территориального устройства автономии. При нём были образованы регионы, округа и районы, а также местные собрания. Был членом Исполнительного комитета Партии африканской федерации, которая должна была стать единой правящей партией для всех членов федерации, и одним из секретарей Исполкома ПАФ по пропаганде. Возглавлял делегацию Судана на переговорах с правительством Франции в Париже. Сохранил пост и после 20 июня 1960 года, когда Федерация Мали получила независимость. Как временный министр обороны приказал 5 сентября 1960 года спустить французский флаг над военными объектами и поднять флаг Мали. 22 сентября 1960 года, после распада Федерации Мали, Мадейра Кейта был назначен Министром внутренних дел, национальной обороны и безопасности Республики Мали.
20 января 1961 года после реорганизации правительства занял пост Министра внутренних дел и информации. Член Национального политбюро, секретарь партии Суданский союз.

### Установление отношений с СССР
7 марта 1961 года Мадейра Кейта был направлен в Советский Союз во главе миссии дружбы и доброй воли. Делегация провела переговоры по экономическим вопросам, совершила поездку по стране, три дня провела в Узбекистане, интересуясь успехами в выращивании хлопка. 17 марта Мадейру Кейту и членов делегации принял заместитель Председателя Совета Министров СССР Анастас Микоян. Визит делегации Мадейры Кейты в СССР положил начало активному сотрудничеству между двумя странами.

### Один из лидеров Мали
17 сентября 1962 года пост министра внутренних дел Мали перешёл Усману Ба. В дальнейшем Кейта занимал посты министра юстиции, министра информации, министра труда и председателя Комитета социального и культурного руководства (фр. Comite de direction sociale et culturelle).
6 мая 1964 года Кейта подписал соглашение о свободном перемещении граждан между Мали и Камеруном.
Будучи ближайшим соратником президента Модибо Кейты Мадейра Кейта постоянно принимал участие в переговорах с иностранными делегациями, прибывающими в Мали, в том числе и с министром промышленности Кубы Эрнесто Че Геварой в 1965 году.
В 1966 году возглавлял делегацию партии Суданский союз на XXIII съезде КПСС, а в 1967 году — на праздновании 50-летия Октябрьской революции.
С 2 марта 1966 года — член Национального комитета защиты революции (фр. Comite national de defense de la revolution), ставшего в 1967 году высшим органом власти в Мали, с 17 сентября 1966 года — министр юстиции, социальных проблем и труда.
В мае 1968 года в качестве члена НКЗР и министра Мадейра Кейта выступил с лекцией по идеологическим вопросам в Высшем педагогическим училище в Бамако, после чего эта лекция была изложена в виде интервью и опубликована правительственной газетой «Эссор». Излагая официальную точку зрения, Кейта заявлял, что партия Суданский союз будет усиливать воспитание малийских масс, распространяя «пролетарскую идеологию», доказывал, что финансовые соглашения с Францией не противоречат партийной идеологии и предостерегал «некоторых товарищей» от неправильного понимания политики Суданского союза. Он говорил:
Я постарался в своей лекции дать им пищу для раздумий, убедить их в том, что надо предугадывать развитие событий в Мали и доверять нашей революции, особенно верить в нашу способность успешно использовать все возможности, чтобы в нынешней напряжённой ситуации страны вывести её к социалистической революции. 

### Конец пути
Мадейра Кейта лишился всех постов после переворота 19 ноября 1968 года, был арестован и 20 ноября вместе с Модибо Кейтой отправлен в тюрьму в Кидаль. После освобождения и введения в Мали многопартийности стал почётным президентом восстановленной партии Африканское демократическое объединение — Суданский союз и занимал этот пост до конца жизни.
Модибо Мадейра Кейта скончался 21 декабря 1997 года. Национальное собрание Мали почтило память Мадейры Кейты на специальном заседании, отметив его заслуги перед страной. Председатель Ассамблеи Али Нухум Диалло назвал Мадейру Кейту «великим государственным деятелем».

## Сочинения
- Mamadou-Madeira Keita. Le noir et le secret (фр.) // Études guinéennes. — 1947. — No 1.
- Keita M. Le parti unique en Afrique // Présence Africaine. — 1950. — Т. II, вып. XXX. — С. 169—193.

## Награды
- Золотая медаль независимости высшей степени отличия (фр. Les médaillés d’or de l’indépendance) (посмертно)[16].

## Память
В августе 2011 года имя первого министра обороны Мали Мадейры Кейты было присвоено 33-му выпуску Общевойсковой военной школы в Куликоро, в которой проходили подготовку военнослужащие из Буркина-Фасо, Камеруна, Кот-д’Ивуара, Гвинеи, Нигера, Сенегала, Того и Мали.